# Eesti Ekspress
L'Eesti Ekspress est un hebdomadaire estonien. Fondé en 1989, il est le premier journal politiquement indépendant de la République socialiste soviétique d'Estonie pendant le contrôle soviétique du pays.

## Histoire
La première édition date du 22 septembre 1989.